# NGC 2240
NGC 2240 is een open sterrenhoop in het sterrenbeeld Voerman. Het hemelobject werd op 3 januari 1786 ontdekt door de Duits-Britse astronoom William Herschel.